# Jõgeva (Landgemeinde)
Die Landgemeinde Jõgeva (estnisch: Jõgeva vald) ist eine Landgemeinde im estnischen Kreis Jõgeva. Sie wurde durch die estnische Verwaltungsreform 2017 geschaffen. Sie umfasst neben der Stadt Jõgeva auch die Gebiete der ehemaligen Landgemeinden Jõgeva, Palamuse und Torma.

## Gliederung
Jõgeva ist die einzige Stadt der Landgemeinde und Verwaltungssitz. Außerdem umfasst die Landgemeinde fünf Großdörfer (Kuremaa, Laiuse, Palamuse, Sadala, Siimusti und Torma) sowie 90 Dörfer.

## Einwohnerentwicklung
| Jahr          | 2015   | 2020   | 2023   | 2024   | 2025   |
| ------------- | ------ | ------ | ------ | ------ | ------ |
| Einwohnerzahl | 14.273 | 13.407 | 13.122 | 12.969 | 12.849 |

## Sehenswürdigkeiten
In der Landgemeinde befindet sich die Ruine der Burg Lais (estnisch: Laiuse ordulinnus), einer Ordensburg des Livländischen Ordens, die im 14. Jahrhundert errichtet wurde.

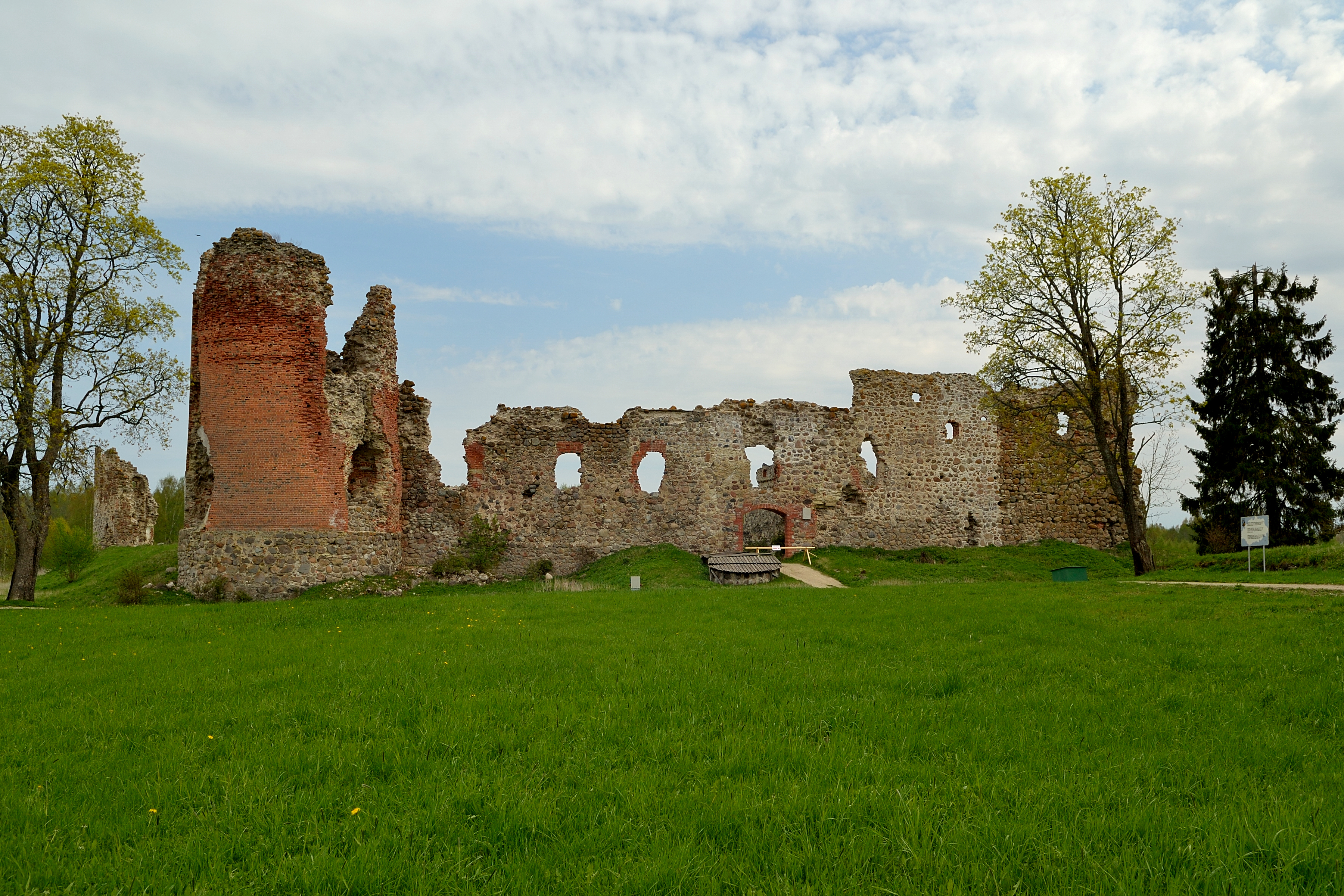
Burg Lais